# Sanin Muminović
Sanin Muminović (Srebrenica, 2 novembre 1990) è un calciatore bosniaco, difensore dell'Orijent.

## Carriera
Muminović ha cominciato la carriera con la maglia dell'Orijent, per poi passare al Pomorac, in 2. HNL, seconda divisione del campionato croato. È rimasto in squadra fino al mese di ottobre 2014, quando la società ha cessato la propria attività, nel corso della stagione. Muminović si è pertanto trasferito al Krk.
A febbraio 2015 è stato tesserato ufficialmente dagli sloveni dello Zavrč. Ha debuttato in 1. SNL in data 1º marzo, schierato titolare nella sconfitta per 3-0 arrivata in casa del Krka. Il 14 marzo ha siglato il primo gol nella massima divisione locale, nella partita persa per 2-1 contro il Maribor.
Il 27 agosto 2015, i norvegesi del Valdres hanno reso noto l'ingaggio di Muminović. Ha esordito in 3. divisjon in data 29 agosto, schierato titolare nella sconfitta per 4-1 patita sul campo del Nordstrand. Il 25 settembre ha segnato la prima rete, nella sconfitta per 3-2 in casa del Røa.
Terminata questa esperienza, è tornato in patria per giocare nel Novigrad. Con questa maglia ha conquistato la promozione in 2. HNL, rimanendo in forza al club fino al mese di dicembre 2016. A febbraio 2017 si è trasferito all'Aluminij, tornando pertanto in Slovenia. È tornato a calcare i campi da calcio locali in data 25 febbraio, schierato titolare nella vittoria per 0-3 in casa del Radomlje.
A gennaio 2018, Muminović è stato ingaggiato dall'Al-Quwa Al-Jawiya, in Iraq. Con questa maglia ha avuto l'opportunità di disputare la Coppa dell'AFC 2018, manifestazione in cui ha esordito in data 5 marzo, nella vittoria per 3-4 arrivata in casa del Malkiya.

## Statistiche

### Presenze e reti nei club
Statistiche aggiornate al 16 maggio 2018.
| Stagione            | Club              | Campionato      | Campionato | Campionato | Coppe nazionali | Coppe nazionali | Coppe nazionali | Coppe continentali | Coppe continentali | Coppe continentali | Supercoppe | Supercoppe | Supercoppe | Totale | Totale |
| Stagione            | Club              | Comp            | Pres       | Reti       | Comp            | Pres            | Reti            | Comp               | Pres               | Reti               | Comp       | Pres       | Reti       | Pres   | Reti   |
| ------------------- | ----------------- | --------------- | ---------- | ---------- | --------------- | --------------- | --------------- | ------------------ | ------------------ | ------------------ | ---------- | ---------- | ---------- | ------ | ------ |
| 2010-gen. 2011      | Orijent           | 3.HNL           | ?          | ?          | CC              | ?               | ?               | -                  | -                  | -                  | -          | -          | -          | ?      | ?      |
| gen.-giu. 2011      | Pomorac           | 2.HNL           | ?          | ?          | CC              | ?               | ?               | -                  | -                  | -                  | -          | -          | -          | ?      | ?      |
| 2011-2012           | Pomorac           | 2.HNL           | ?          | ?          | CC              | ?               | ?               | -                  | -                  | -                  | -          | -          | -          | ?      | ?      |
| 2012-2013           | Pomorac           | 2.HNL           | 24         | 1          | CC              | ?               | ?               | -                  | -                  | -                  | -          | -          | -          | 24+    | 1+     |
| 2013-2014           | Pomorac           | 2.HNL           | 30         | 1          | CC              | ?               | ?               | -                  | -                  | -                  | -          | -          | -          | 30+    | 1+     |
| lug.-ott. 2014      | Pomorac           | 2.HNL           | 6          | 0          | CC              | ?               | ?               | -                  | -                  | -                  | -          | -          | -          | 6+     | 0+     |
| Totale Pomorac      | Totale Pomorac    | Totale Pomorac  | 60+        | 2+         |                 | ?               | ?               |                    | -                  | -                  |            | -          | -          | 60+    | 2+     |
| ott. 2014-feb. 2015 | Krk               | 4.HNL           | ?          | ?          | CS              | -               | -               | -                  | -                  | -                  | -          | -          | -          | ?      | ?      |
| feb.-giu. 2015      | Zavrč             | 1.SNL           | 14         | 1          | CS              | -               | -               | -                  | -                  | -                  | -          | -          | -          | 14     | 1      |
| ago.-dic. 2015      | Valdres           | 3D              | 9          | 1          | CN              | -               | -               | -                  | -                  | -                  | -          | -          | -          | 9      | 1      |
| feb.-giu. 2016      | Novigrad          | 3.HNL           | ?          | ?          | CC              | -               | -               | -                  | -                  | -                  | -          | -          | -          | ?      | ?      |
| lug. 2016-feb. 2017 | Novigrad          | 2.HNL           | 10         | 0          | CC              | 1               | 0               | -                  | -                  | -                  | -          | -          | -          | 11     | 0      |
| Totale Novigrad     | Totale Novigrad   | Totale Novigrad | 10+        | 0+         |                 | 1+              | 0+              |                    | -                  | -                  |            | -          | -          | 11+    | 0+     |
| feb.-giu. 2017      | Aluminij          | 1.SNL           | 15         | 0          | CS              | -               | -               | -                  | -                  | -                  | -          | -          | -          | 15     | 0      |
| lug.-dic. 2017      | Aluminij          | 1.SNL           | 17         | 0          | CS              | 4               | 1               | -                  | -                  | -                  | -          | -          | -          | 21     | 1      |
| feb.-giu. 2018      | Al-Quwa Al-Jawiya | DAN             | ?          | ?          | CI              | ?               | ?               | CA                 | 5                  | 0                  | -          | -          | -          | 5+     | 0+     |
| 2018-2019           | Aluminij          | 1.SNL           | 27         | 2          | CS              | 4               | 0               | -                  | -                  | -                  | -          | -          | -          | 31     | 2      |
| 2019-2020           | Aluminij          | 1.SNL           | 9          | 0          | CS              | 1               | 0               | -                  | -                  | -                  | -          | -          | -          | 10     | 0      |
| Totale Aluminij     | Totale Aluminij   | Totale Aluminij | 68         | 2          |                 | 9               | 1               |                    | -                  | -                  |            | -          | -          | 77     | 3      |
| 2020-2021           | Horn              | 1L              | 0          | 0          | CA              | 0               | 0               | -                  | -                  | -                  | -          | -          | -          | 0      | 0      |
| Totale              | Totale            | Totale          | 161+       | 6+         |                 | 10+             | 1+              |                    | 5                  | 0                  |            | -          | -          | 177+   | 7+     |